# 椎名勇夫
椎名 勇夫（しいな いさお、1917年10月26日 - 没年不明）は、日本の元プロボクサー。愛知県名古屋市出身。元日本ライト級、ウェルター級チャンピオン。

## 経歴
1933年デビュー。
1948年に内藤哲夫を破ってライト級タイトルを獲得。同年、後に名チャンピオンとなる秋山政司の挑戦を判定で退け初防衛に成功したが、翌年、秋山の再度の挑戦に屈し無冠となる。
しかし1951年、名選手辰巳八郎を下し日本ウェルター級タイトルを獲得、二階級制覇に成功した。初防衛戦で再度辰巳を退けたが、翌年羽後武夫に敗れ、タイトルを失った。

## 通算戦績
75戦48勝（7KO）21敗3引分け1無判定2EX